# Ronald Smelser
Ronald Michael Smelser (Pensilvania, 1942) es un historiador, editor, autor y exprofesor estadounidense de historia en la Universidad de Utah. Está especializado en la historia europea moderna, incluida la historia de la Alemania nazi y el Holocausto, ha escrito varios libros sobre estos temas, entre los que cabe destacar su libro de 2008 The Myth of the Eastern Front: The Nazi-Soviet War in American Popular Culture, libro que escribió junto con su colega el historiador Edward J. Davies.

## Biografía
Smelser nació en 1942 en Pennsilvania, Estados Unidos. En 1970, obtuvo un Doctorado en Historia en la Universidad de Wisconsin y fue nombrado profesor asistente en Alma College (Míchigan). En 1978, se unió al departamento de historia de la Universidad de Utah donde se convirtió en profesor titular en 1983. También impartía clases en la Universidad Libre de Berlín durante el verano. Se retiró de la Universidad de Utah en la década de 2010 y, a partir de 2016, es profesor emérito de la escuela.

## Historiador de la Alemania nazi
Smelser es un historiador especializado en la Alemania nazi y el Holocausto. Es autor de varios libros, incluidos The Sudeten Problem 1933–1938: Volkstumspolitik and the Formulation of Nazi Foreign Policy y Robert Ley: Hitler's Labor Front Leader. Ambos libros han sido traducidos al alemán. También ha publicado siete libros editados o coeditados y numerosos artículos. Además es expresidente de la Asociación de Estudios Alemanes y del Grupo de Conferencias de la revista Historia de Europa Central, así como exmiembro del Consejo Asesor estadounidense del Instituto Histórico Alemán en Washington D. C. En 2001, presentó al Museo Conmemorativo del Holocausto de los Estados Unidos (USHMM) la Exposición de las Olimpiadas Nazis del Memorial Museum a la Universidad de Utah como parte de la Olimpiada Cultural.
Así mismo es coeditor de cuatro antologías prosopográficas en las que él y el resto de coeditores compilaron ensayos biográficos sobre figuras destacadas del movimiento nazi y el estado nazi, escritos por varios historiadores. El primero de la serie fue la obra de 1989 The Brown Elite I, coeditada con Rainer Zitelmann, con veintidós reseñas biográficas de líderes del Partido Nazi y de funcionarios de las fuerzas armadas y del régimen nazi de la Segunda Guerra Mundial.
En 1993 publicó la segunda antología titulada The Brown Elite II, que contiene veinte bocetos adicionales del mismo tipo, coeditado junto con Enrico Syring. El volumen de 1995 es una colección de ensayos sobre la élite militar de la Alemania nazi, que incluía veintisiete bocetos específicamente sobre los líderes militares de la Reichswehr y la Wehrmacht durante las décadas de 1930 y 1940. El volumen de 2000, Die SS: Elite unter dem Totenkopf: 30 Lebensläufe (Élite bajo la calavera) contiene bocetos biográficos de treinta miembros destacados de las SS.

## Educador del Holocausto
Estableció el programa anual «Días de conmemoración» del Holocausto en la Universidad de Utah, y lo dirigió durante 21 años. Ha trabajado en estrecha colaboración con la Fundación para la Educación del Holocausto y es el editor en jefe de Learning about the Holocaust: A Student Guide. Basado en la Enciclopedia del Holocausto, este trabajo en cuatro volúmenes presenta los eventos que rodearon el Holocausto a los adolescentes en un idioma que pueden entender.
también ha estudiado el impacto cultural del Holocausto, desde el tema marginal que fue en las décadas de 1950 y 1960 hasta el evento, en palabras de Smelser, que «prácticamente absorbió la guerra». Su investigación se ha centrado en cómo pueden coexistir varias narrativas contrapuestas de la Segunda Guerra Mundial y el Holocausto, con el objetivo de desmitificar y explicar su impacto en la cultura popular.

## The Myth of the Eastern Front
Junto con su colega el historiador Edward J. Davies de la Universidad de Utah, Smelser es el autor del libro de 2008 The Myth of the Eastern Front: The Nazi-Soviet War in American Popular Culture (El mito del frente oriental: la guerra nazi-soviética en la cultura popular estadounidense). En este libro discute las percepciones del Frente Oriental de la Segunda Guerra Mundial en los Estados Unidos en el contexto del revisionismo histórico. El libro rastrea la base del mito de la posguerra de la «Wehrmacht inocente», su apoyo por parte de los oficiales militares estadounidenses y el impacto de está mitología de la Wehrmacht y las Waffen-SS en la cultura popular estadounidense, incluso en la actualidad. El libro obtuvo críticas en gran medida positivas por su análisis exhaustivo de la creación del mito por exoficiales alemanes y su entrada en la cultura estadounidense. Varias reseñas señalaron algunas limitaciones del libro: en su discusión sobre el papel del mito en la cultura contemporánea y el alcance de su impacto en las percepciones populares generalizadas del Frente Oriental, fuera de unos pocos grupos selectos.
La revista Foreign Affairs calificó el libro como un «ejercicio fascinante de historiografía», destacando el análisis de los autores de cómo «un número de los principales generales de Hitler tuvieron la oportunidad de escribir la historia del Frente Oriental (...) proporcionando una versión depurada de los hechos». El historiador militar Jonathan House revisó el libro para The Journal of Military History, describiéndolo como un «tour de force de historiografía cultural» y elogiando a los autores por «haber realizado un servicio destacado al rastrear el origen y la difusión de esta mitología». House recomienda que los historiadores militares no solo estudien el libro, sino que «lo utilicen para enseñar a los estudiantes los peligros de la parcialidad y la propaganda en la historia».
Una reseña publicada en la revista History proporcionó una evaluación crítica del libro. Si bien elogia a Smelser y Davies por exponer los principales mitos sobre el Frente Oriental, la revisión argumenta que no proporcionaron evidencia convincente para respaldar su argumento de que la mayoría de los estadounidenses aceptan tal versión. Concluye que «el libro, por lo tanto, ofrece una conclusión bastante débil, que diluye el impacto del análisis útil anterior en el libro...» Asimismo, el historiador estadounidense Dennis Showalter reconoce que existen las opiniones románticas descritas en el libro, pero argumenta que siguen siendo limitados en su impacto en la cultura popular más amplia: «Los entusiastas del Frente Oriental, que compran una cantidad desproporcionada de libros que romantizan el Frente Oriental, son una minoría dentro de una minoría y, por regla general, se esfuerzan por negar simpatías por el tercer Reich». El revisor concluye que la apertura de los archivos rusos después del colapso de la Unión Soviética ha permitido un «análisis equilibrado a niveles académicos», lo que ha generado un nuevo interés en las operaciones del Ejército Rojo por parte de escritores populares de historia y entusiastas de la Segunda Guerra Mundial.

## Algunas obras publicadas
- 1975 – The Sudeten problem, 1933–1938: Volkstumspolitik and the Formulation of Nazi Foreign Policy, Middletown, Conn., Wesleyan University Press, ISBN 0-8195-4077-3
- 1988 – Robert Ley: Hitler's Labor Front leader, New York, Berg Publishers, ISBN 0-85496-161-5
- 2000 – Die SS: Elite unter dem Totenkopf: 30 Lebensläufe, coeditado con Enrico Syring, Paderborn, Verlag Ferdinand Schöningh, ISBN 3-506-78562-1
- 2001 – Learning about the Holocaust: A Student Guide, New York, Macmillan Reference USA, ISBN 0-02-865536-2
- 2008 –The Myth of the Eastern Front: the Nazi-Soviet war in American popular culture, coescrito con Edward J. Davies, New York, Cambridge University Press, ISBN 978-0-521-83365-3